# Resnik (biljka)
Resnik (lat. Eupatorium cannabinum) je biljka iz porodice glavočika, u narodu poznata još kao konopljuša, divljaka, grozničnica, ustuk, razhodluk, Dušanovo perje, konopljika i rashodnik. 
Upotrebljava se prah od korena ove biljke za lečenje žučnih kanala i žučne bešike. Zbog obilate sadržine tanina korisna je kod krvarenja svake vrste. I koren i biljka u narodu važe kao lekovito sredstvo. Preporučuje se kod gripa, čije trajanje skraćuje. 
Sadrži: etarsko ulje, smolu, fosfat, kalcijum oksalat, kalijum nitrat, silicijumovu kiselinu, eupatorin i inulin. 
Koristi se: list, cvet i koren. 
Sakupljaju se: list i cvet u maju, junu, julu u avgustu a koren u septembru, oktobru, novembru. 

## Literatura:
- Dragoslav Životić i Dragana Životić, Priručnik za sakupljače bilja